# Eugène Camplan
Eugène Jules Émile Camplan, né le 10 octobre 1889 à Nîmes (Gard) et mort le 18 janvier 1944 à Les Adjots (Charente), était un aviateur français, as de la Première Guerre mondiale avec 7 victoires homologuées (dont 3 en collaboration). Membre de la Résistance intérieure française durant la Seconde Guerre mondiale, en relation notamment avec André Grandclément, il est mort assassiné par d’autres résistants croyant qu’il travaillait pour la Gestapo. Il est inhumé à Ruffec (Charente).

## Première Guerre mondiale
Se destinant à une carrière de médecin il commence ses études mais il est obligé de les arrêter à cause de la guerre. Il est infirmier puis fantassin au 59ème régiment d'infanterie en Champagne. Blessé à deux reprises en 1915 (dont une fois enterré vivant avec de nombreuses contusions), il est versé dans le service médical pendant 11 mois. Il l demande alors le service aéronautique (qui n'est pas encore dénommée Armée de l'air - création en 1934).
Il obtient sa première victoire aérienne le 6 juin 1917. Après avoir obtenu 7 victoires, son dernier combat 1er août  1918) est épique et courageux : il fonce sur 8 avions ennemis, il est grièvement blessé mais réussit à poser son Spad dans les lignes françaises.

## Entre deux guerres
Devenu passionné d'aviation, il s'associe avec Charles Nungesser pour fonder une école de pilotage puis devient pilote dans une compagnie roumaine en 1920. Pilote d'essais en 1926, il est administrateur de la société Schreck qui fabrique des hydravions.

## Deuxième Guerre mondiale
il était sous-lieutenant à la fin de la Première Guerre mondiale. Il devient capitaine puis commandant et est démobilisé à la suite de l'armistice. Comme beaucoup, il refuse la défaite et entre dans la résistance (organisation OCM : Organisation Civile et Militaire). Il est nommé colonel FFI. Après d'importantes manipulations des membres de la résistance par la Gestapo de Bordeaux,  les luttes internes l'emportent sur le but final. Il est assassiné par des membres de son propre camp.

## Décorations
- Chevalier de la Légion d'honneur
- Médaille militaire
- Croix de guerre 1914–1918